# Alvina Reynolds
Alvina Reynolds (ur. 21 czerwca 1968) – polityk z Saint Lucia, od 2022 przewodnicząca tamtejszego Senatu. 

## Życiorys
W latach 1989–1995 pracowała jako nauczycielka. W 1997 r. Reynolds ukończyła studia filozoficzne na Uniwersytecie w Birmingham, a w 2005 r. na Uniwersytecie Wschodniego Londynu. 
W latach 2011–2016 Reynolds była ministrem zdrowia i opieki społecznej Saint Lucia. W 2021 r. została senatorem. W 2022 r. Alvina Reynolds została przewodniczącą Senatu Saint Lucia.